# Skorpions Varese 1993
Questa voce raccoglie le informazioni riguardanti gli Skorpions Varese nelle competizioni ufficiali della stagione 1993.

## Roster
| Roster degli Skorpions Varese (1993)                                                                              |
| --- |
| Quarterback Running Back Wide Receiver Offensive Linemen Defensive Linemen Linebacker Defensive Back Special Team |

## Campionato Serie B FIAF 1993

### Regular season

#### Andata
| 1993, ore week 1 | Bulls Magenta | 14 – 18 | Skorpions Varese |  |

| Varese 1993, ore week 2 | Skorpions Varese | 7 – 12 | Red Falcons Liscate | Campo Varese Giovanile, via Majano |

| 1993, ore week 3 | Old Blacks Torino | 12 – 58 | Skorpions Varese |  |

#### Ritorno
| Varese 1993, ore week 4 | Skorpions Varese | 55 – 24 | Bulls Magenta | Campo Varese Giovanile, via Majano |

| Varese 1993, ore week 5 | Skorpions Varese | 0 – 8 | Old Blacks Torino | Campo Varese Giovanile, via Majano |

| 1993, ore week 6 | Red Falcons Liscate | 38 – 15 | Skorpions Varese |  |

### Playoff
| 1993, ore Quarti di Finale                      | Marines Ostia | 6 – 0 | Skorpions Varese |  |
| \| \| \| \| \| Serafini (TD) \| Marcatori \| \| |               |       |                  |  |
|                                                 |               |       |                  |  |
| Serafini (TD)                                   | Marcatori     |       |                  |  |

## Statistiche di squadra
| Competizione | %Vittorie | In casa | In casa | In casa | In casa | In casa | In casa | In trasferta | In trasferta | In trasferta | In trasferta | In trasferta | In trasferta | Totale | Totale | Totale | Totale | Totale | Totale |
| Competizione | %Vittorie | G       | V       | N       | P       | Pf      | Ps      | G            | V            | N            | P            | Pf           | Ps           | G      | V      | N      | P      | Pf     | Ps     |
| ------------ | --------- | ------- | ------- | ------- | ------- | ------- | ------- | ------------ | ------------ | ------------ | ------------ | ------------ | ------------ | ------ | ------ | ------ | ------ | ------ | ------ |
| Campionato   | .500      | 3       | 1       | 0       | 2       | 62      | 44      | 3            | 2            | 0            | 1            | 91           | 62           | 6      | 3      | 0      | 3      | 153    | 106    |
| Playoff      | .000      | -       | -       | -       | -       | -       | -       | 1            | 0            | 0            | 1            | 0            | 6            | 1      | 0      | 0      | 1      | 0      | 6      |
| Totale       | .429      | 3       | 1       | 0       | 2       | 62      | 44      | 4            | 2            | 0            | 2            | 91           | 68           | 7      | 3      | 0      | 4      | 153    | 112    |